# Raja
Raja es un género de elasmobranquios rajiformes de la familia Rajidae conocidos vulgarmente como rayas.

## Lista de especies
El género Raja incluye las siguientes especies:
- Raja ackleyi Garman, 1881.
- Raja acutidens (Owen, 1853)
- Raja africana Capapé, 1977.
- Raja apteronota (Lacépède, 1802)
- Raja arktowskii (Dollo, 1904)
- Raja asterias Delaroche, 1809.
- Raja atriventralis (Fowler, 1934)
- Raja bahamensis Bigelow y Schroeder, 1965.
- Raja binoculata Girard, 1855.
- Raja brachyura Lafont, 1873.
- Raja cervigoni Bigelow y Schroeder, 1964.
- Raja chinensis (Basilewsky, 1855)
- Raja ciodera (Rafinesque, 1810)
- Raja clavata Linnaeus, 1758.
- Raja cornuta (Le Sueur, 1824)
- Raja cortezensis McEachran y Miyake, 1988.
- Raja cuculus (Lacépède, 1802)
- Raja cynosbatus (Philippi, 1896 )
- Raja eglanteria Bosc in Lacepède, 1800.
- Raja eglanteria (Bosc a Lacépède, 1800)
- Raja equatorialis (Jordan & Bollman, 1890)
- Raja fasciata (Shaw, 1804)
- Raja fimbriata (Lacépède, 1802)
- Raja gallardoi (Marini, 1933)
- Raja gallica (Walbaum, 1782)
- Raja granulosa (Bloch & Schneider, 1801)
- Raja herwigi (Krefft, 1965)[17]
- Raja hispanica (Bloch & Schneider, 1801)
- Raja hyposticta (Otto, 1821)
- Raja inornata (Jordan & Gilbert, 1881)
- Raja koehleri (Curtiss, 1938)
- Raja koreana (Jeong & Nakabo, 1997)
- Raja laevis (Mitchill, 1819)
- Raja leucobatos (Gronow & Gray, 1854)
- Raja machuelo (Osbeck, 1770)
- Raja maderensis (Lowe, 1838)
- Raja microocellata  (Montagu, 1818)
- Raja miraletus  (Linnaeus, 1758)
- Raja molaridens (Owen, 1853)
- Raja monstrosa (Walbaum, 1792)
- Raja montagui  (Fowler, 1910)
- Raja montereyensis (Gilbert, 1915)
- Raja morula (Nardo, 1827)
- Raja mucosa (Steller a Pallas, 1814)
- Raja mucosissima (Nardo, 1827)
- Raja mula (Forskål, 1775)
- Raja nigra (Lacépède, 1802)
- Raja omirnovi (Soldatov & Pavlenko, 1915)
- Raja ommescherit (Forskål, 1775)
- Raja orbicularis (Bloch & Schneider, 1801)
- Raja osbeckii (Walbaum, 1792)
- Raja pigara (Rafinesque, 1810)
- Raja polystigma  (Regan, 1923)
- Raja pulchra (Liu, 1932)
- Raja quadriloba (Le Sueur, 1817)
- Raja radula  (Delaroche, 1809)
- Raja rhina (Jordan & Gilbert, 1880)
- Raja rhombea (Osbeck, 1770)
- Raja rhomboidalis (Tilesius, 1802)
- Raja rondeleti  (Bougis, 1959)
- Raja rouxi (Capapé, 1977)[30]
- Raja rubra (Swaison, 1838)
- Raja scabra (Linnaeus, 1764)
- Raja schoukia (Forskål, 1775)
- Raja sinensis (Shaw, 1804)
- Raja specula (Blainville, 1825)
- Raja spinosa (Yarrell, 1841)
- Raja stellulata (Jordan & Gilbert, 1880)
- Raja straeleni (Poll, 1951)
- Raja tajara (Forskål, 1775)
- Raja tautirana (Curtiss, 1938)
- Raja texana (Chandler, 1921)
- Raja undulata  (Lacépède, 1802)
- Raja velezi (Chirichigno F., 1973)
- Raja virgata (Geoffroy St. Hilaire, 1809)
- Raja vulgaris (Olafsen & Povelsen, 1775)
- Raja whitleyi (Iredale, 1938)